# Evangelische Pfarrkirche (Zeiskam)
Die denkmalgeschützte Evangelische Pfarrkirche der Ortsgemeinde Zeiskam (Verbandsgemeinde Bellheim) steht an der örtlichen Hauptstraße im Kreis Germersheim (Rheinland-Pfalz). Sie ist die Kirche der Protestantischen Kirchengemeinde Zeiskam und gehört zum Kirchenbezirk Germersheim der Evangelischen Landeskirche der Pfalz.

## Beschreibung
Seit 1756 bis in die 1840er Jahre diente die heute katholische St.-Bartholomäus-Kirche als Simultankirche für sowohl die Zeiskamer Katholiken als auch Protestanten. Nachdem in der alten Kirche jedoch nicht mehr ausreichend Platz für beide Konfessionen vorhanden war, entschied sich die protestantische Kirchengemeinde eine eigene Kirche zu errichten. Diese wurde 1838–1844 unter der Leitung des Zivilbauinspektors August von Voit sowie dem Bauassistenten Köhler erbaut. 
Bei dem Kirchengebäude handelt es sich um einen romanisierenden Saalbau mit einem innen runden und außen gebrochenem Chor. Er wird ergänzt durch einen Kirchturm, der sich an der Westseite der Kirche über dem Säulenportal befindet. 

## Orgel

### Heutige Orgel (seit 1994)
Die heutige Orgel wurde 1994 von Heintz Orgelbau (op. 145) gebaut. Hierfür wurden 10 Register der Vorgängerorgel wiederverwendet. Die Orgel verfügt insgesamt über 33 Register auf drei Manualen und Pedal. Sie hat folgende Disposition: 
| I Hauptwerk C–g3 |        |
| Prinzipal        | 16′    |
| Prinzipal I–II   | 08′    |
| Oktave           | 04′    |
| Quinte           | 02 ⁄3′ |
| Superoktave      | 02′    |
| Mixtur V         | 01 ⁄3′ |
| Trompete         | 08′    |

| II Schwellwerk C–g3  |         |   |
| Engprinzipal         | 08′     | V |
| Gedackt              | 08′     |   |
| Gamba                | 08′     | V |
| Voix Céleste         | 08′     | P |
| Oktave               | 04′     | V |
| Rohrflöte            | 04′     | V |
| Nasat                | 02 ⁄3′  | V |
| Piccolo              | 02′     |   |
| Terz                 | 01 3⁄5′ |   |
| Mixtur IV            | 02′     | V |
| Trompette Harmonique | 08′     |   |
| Hautbois             | 08′     |   |
| Tremulant            |         |   |

| III Positiv C–g3 |       |   |
| Bourdon          | 8′    |   |
| Quintatön        | 8′    | V |
| Spitzflöte       | 4′    | V |
| Oktave           | 2′    | V |
| Quinte           | 1 ⁄3′ |   |
| Sesquialter II   | 2 ⁄3′ |   |
| Vox Humana       | 8′    |   |
| Tremulant        |       |   |

| Pedal C–f1 |     |
| Subbass    | 16′ |
| Oktavbass  | 08′ |
| Cello      | 08′ |
| Flöte      | 04′ |
| Bombarde   | 16′ |
| Posaune    | 08′ |
| Trompete   | 04′ |

Die Spiel- und Registertraktur sind mechanisch. Die Windladen sind als Schleifladen ausgeführt.
- Koppeln: II/I, III/I, III/II, I/P, II/P, III/P

V: Übernommene Register von Voit aus 1843
P: Übernommenes Register von Poppe aus 1912

### Ehemalige Orgel (1843–1994)
Die Vorgängerorgel wurde ursprünglich 1843 von Louis Voit gebaut. Im Jahr 1877 wurde sie von Gustav Schlimbach stark verändert. Adolf Poppe restaurierte die Orgel im Jahr 1912 und baute sie mit pneumatischen Kegelladen um. Im Jahr 1958 führte Oberlinger Orgelbau erneut eine massive Modifizierung der Orgel durch. Hierbei wurde die Disposition stark verändert und das Gehäuse vereinfacht. Im Zuge der Ersetzung durch die heutige Orgel wurde sie 1994 demontiert.